# Jocelyn Wildenstein
Jocelyn Alice Wildenstein (geboren 1940 oder am 7. September 1945 in Lausanne als Jocelyne Périsset; gestorben am 31. Dezember 2024 in Paris) war eine Schweizer Prominente. Bekannt war sie für ihre umfangreichen Schönheitsoperationen – die ihr ein katzenartiges Aussehen verliehen –, ihre viel beachtete Scheidung von dem milliardenschweren Kunsthändler und Geschäftsmann Alec Wildenstein im Jahr 1999, ihren extravaganten Lebensstil und die anschließende Insolvenzanmeldung.

## Leben
Jocelyn Alice Wildenstein wurde als Jocelyne Périsset geboren. Ihr Vater Armand Périsset arbeitete in einem Sportartikelgeschäft, und ihre Mutter Liliane Périsset war als Hausfrau tätig. Im Alter von 17 Jahren begann sie den Schweizer Filmemacher Cyril Piguet zu daten. Später lebte sie mit dem italienisch-französischen Filmemacher Sergio Gobbi in Paris. Während ihrer Zeit dort wurde sie eine erfahrene Jägerin und Pilotin.
1977 lernten sich Périsset und Alec Wildenstein, der aus einer Familie wohlhabender Kunsthändler stammte, kennen. Der saudische Waffenhändler Adnan Khashoggi stellte die beiden an einem Schiesswochenende auf der Wildenstein-Ranch «Ol Jogi» in Kenia vor. Périsset und Wildenstein brannten am 30. April 1978 nach Las Vegas durch. Sie hatten zwei gemeinsame Kinder.
Die Scheidung der Wildensteins im Jahr 1999 verlief nicht einvernehmlich. Jocelyn überraschte ihren Ehemann und ein 21-jähriges russisches Model in einem Schlafzimmer im New Yorker Haus des Paares. Wildenstein bedrohte Jocelyn daraufhin mit einer Waffe. Dies führte dazu, dass er eine Nacht im Gefängnis verbringen musste.
Während des Scheidungsverfahrens legte die Richterin Marilyn Diamond fest, dass Jocelyn die Unterhaltszahlungen nicht für weitere Schönheitsoperationen verwenden dürfe. Diamond erhielt während des Verfahrens Morddrohungen per Post. Wildenstein begann 2003 eine Beziehung mit dem Modedesigner Lloyd Klein.

### Schönheitsoperationen
Wildenstein unterzog sich umfangreichen kosmetischen Operationen in ihrem Gesicht. Ihr katzenartiges Aussehen brachte ihr in den Medien den Spitznamen „Katzen-Lady“ ein. Sie bestritt unter Berufung auf ihre Schweizer Herkunft, dass sie sich übermässiger Schönheitsoperationen unterzogen hatte. Sie gab jedoch zu, dass sie sich einer mehrere Millionen Dollar teuren Operation unterzogen hatte, um ihre Augen katzenartiger zu machen. 

### Umgang mit Geld und Insolvenz
Wildenstein erhielt nach ihrer Scheidung einmalig mindestens 2,5 Milliarden US-Dollar und 100 Millionen US-Dollar die darauffolgenden 13 Jahre. Nach ihrer Scheidung verkaufte Wildenstein das Haus in New York City für 13 Millionen US-Dollar an eine Immobilienentwicklerin.
Wildenstein war für ihr extravagantes Leben bekannt. So belief sich etwa ihre Telefonrechnung in einem Jahr auf 60.000 US-Dollar und die Kosten für Essen und Wein auf 547.000 US-Dollar. Wildenstein meldete 2018 Insolvenz an und behauptete, sie habe kein Geld auf ihrem Bankkonto. Sie listete verschiedene Sachanlagen im Wert von 16,39 Millionen US-Dollar gegenüber 6,38 Millionen US-Dollar Verbindlichkeiten auf. Ihre drei Wohnungen im Trump Tower wurden 2020 zwangsversteigert.
Wildenstein sagte der Times im Jahr 2023, dass sie ihre finanziellen Schwierigkeiten auf Probleme mit dem nach ihrer Scheidung eingerichteten Treuhandfonds zurückführe und dass die Familie von Alec Wildenstein ihr 2015 die Zahlungen eingestellt habe.

### Tod
Wildenstein starb am 31. Dezember 2024 in einem Pariser Hotel an einer Lungenembolie. Gemäss ihrem Partner Lloyd Klein wurde sie auf einer Familienranch in Kenia beerdigt.